# Siro de Génova
San Siro de Génova (en italiano: San Siro di Genova) (m. 29 de junio de 381) fue un sacerdote y obispo de Génova del siglo IV.  
Nacido en Struppa, tenía fama por su santidad y celo. Murió a edad avanzada por causas naturales y fue enterrado en la ciudad. Es el santo patrono de Génova.  
Una tradición establece que sucedió a San Rómulo; otra, que fue sucedido por él. La catedral de San Lorenzo, fundada probablemente en los siglos V o VI AD, estaba originalmente dedicada a San Siro. Después se construyó una iglesia dedicada a los Doce Apóstoles, la cual a su vez fue flanqueada y reemplazada por una nueva catedral dedicada a San Lorenzo mártir, en estilo románico.

## Milagros
San Siro es famoso porque de muchacho resucitó a su mirlo con su saliva. Después, caminando con su padre en las colinas, deseó que una barca que llegaba al puerto se quedara quieta, con lo cual el viento cesó y el barco se detuvo como si hubiera echado el ancla. Pidiéndole permiso a su padre para subir a bordo, San Siro expresó su deseo de que el bote llegara a tierra, con lo cual el viento retornó y el bote entró libremente al puerto.